# Of a Revolution
Of a Revolution, mais conhecida como O.A.R, é uma banda de rock norte-americana tendo Marc Roberge como (vocalista, guitarra), Chris Culos (bateria, percussão), Richard On (guitarra, vocais), Benj Gershman (baixo), Jerry DePizzo (saxofone, guitarra, vocais). Devido à enorme distribuição online sobre redes de campus, a banda tornou-se um hit entre os estudantes universitários, com muitas canções relativas aos membros da banda.

## Primeiros anos
A banda foi fundada em 1996 por Marc Roberge e Chris CULOS, inspirada em parte pelo Roberge do irmão mais velho que joga tambores para a banda Foxtrot Zulu. Eles então recrutados Richard Em Gershman e Benj. Os quatro deles graduados a partir de High School Wootton em Rockville, Maryland, em seguida, movido para Columbus, Ohio para assistir The Ohio State University. Apesar de Ohio State, eles se encontraram Jerry DePizzo, de Youngstown, Ohio.
Sem qualquer formais planos de marketing ou publicidade, notícias de suas canções, como "que era um louco jogo de poker", "Cidade em Down" e "Night Shift" espalhados por palavra de boca sozinha. Ao longo dos anos, a banda jogou tantas mostra como eles poderiam, expandindo a partir da Fraternidade e do Ohio State sororities a qualquer audiências que cuidavam para ouvir. Esta exposição liquidado; seu terceiro álbum Ressuscitado estreou em # 11 sobre a Billboard topo internet vendas gráfico. No ano seguinte, o seu quarto álbum A qualquer momento estreou em # 156 sobre a Billboard Top 200 lista. Eles receberam ofertas de vários grandes rótulos, mas assinou com a Lava Records, porque prometeu não alterar a banda.

## Começo do sucesso
Em 2005, O.A.R. liberada seu quinto álbum,Histórias de uma Stranger, que estreou em 40 no Billboard 200. Ele produziu os singles "Amor e Memórias", "Ouvi o Mundo", e "Lay Down". "Amor e Memórias" foi o primeiro single da banda para traçar e receber rádio airplay significativo, atingindo um máximo de 98 na Pop 100, em 30 em Modern Rock Tracks, e, aos 18 anos em Adult Top 40. Os vídeos musicais para "Amor e Memórias" e "Lay Down" também recebeu airplay em VH1 e MTV.
Em 14 de janeiro de 2006 O.A.R. atingido um novo pico de popularidade, atraindo cerca de 18.000 fãs e vender-New York City's Madison Square Garden, que eles ganharam uma revisão na The New York Times. Em 5 de outubro de 2006, um comunicado de imprensa declarou que OAR tinha vendido oficialmente em excesso de 1,2 milhões de álbuns durante sua carreira. A banda atribui grande parte da sua popularidade para a gravação e subsequente negociação e fazer download de seus shows ao vivo.
O O.A.R. fez a música tema para a ABC mostrar Extreme Makeover: Home Edition. Durante duas horas de um especial que arejada em 11 dez., 2005, que forneceu uma rua do lado do concerto, incluindo uma performance ao vivo de "So Much", o Extreme Makeover Home Edition'tema, em frente do recém-redesenhado Los Angeles Livre Clínica.
Foi também do O.A.R. a ideia de realizar em 2006 Major League Baseball All Star Game em Pittsburgh 's PNC Park durante o All Star domingo, cantando um dos seus principais hits, "Amor e Memórias". Eles também realizado em um comício em benefício Darfur em Central Park em 17 set., 2006.
O.A.R. receberam um "Woodie" prêmio da MTV em 2006, e seu vídeo "Lay Down" ganhou o Woodie para streaming de vídeo.
Em 2006, a banda da música "Amor e Memórias" foi destaque no filme She's the Man.
O.A.R. fez uma viagem para Madison Square Garden, e realizada em 27 jan., 2007, apoiada pela Gomez e Matt Nathanson. O espetáculo encerrou a sua turnê de Inverno 2007, que começou em Ohio apenas algumas semanas antes. Em 5 jun., 2007, o concerto foi lançado como um DVD / CD duplo ao vivo.
Em Junho de 2007 da banda canções "dia maravilhoso" e "One Shot" foram amplamente utilizados por ESPN durante a sua cobertura das 2007 NCAA Divisão I Torneio Beisebol e College World Series.
A banda realizou um OSU turnê ao redor do Golfo Pérsico, no final de Agosto de 2007.

## Novo CD
No verão de 2008, O.A.R. lançou o "Todos os Lados Tour" para promover o seu novo álbum de mesmo nome, que começou a 15 jun em Manchester, TN Bonnaroo e concluído em 31 ago. em o Gorge como uma abertura para o acto Dave Matthews Band.
A primeira música a tocar no rádio foi "Shattered (Vire o carro)", que foi liberada para download em 13 de junho. Ela superou "Amor e memórias", atingindo um máximo de 2 em Adult Top 40.
Em Junho de 2008 a canção "Esta Cidade", foi amplamente utilizado pela ESPN durante a sua cobertura das 2008 NCAA Divisão I Torneio Beisebol e College World Series.
A canção "dia maravilhoso" da banda está actualmente a ser utilizado a nível nacional para ventilar Ford e publicitários.
Em Dezembro de 2008, VH1 nomeado o vídeo para a música "Shattered" como o número 18 em seu Top 40 Vídeos de 2008, dizendo que "OAR já não é tão bem-mantido secreto; eles finalmente ter quebrado através de integrar".
Em 2008, a sua canção "Love is worth the Fall" foi usado no filme Crepúsculo, e incluída na trilha sonora.
O.A.R. escolhe três canções para Fox News Channel 's Réveillon em cobertura no Times Square em Nova Iorque, em 31 de dezembro de 2008: "Shattered", "Living In The End", e "This Town".
Em 9 de janeiro de 2009 O.A.R. vocalista, Marc Roberge, fez um concerto em benefício da caridade Connecticut Guarda Nacional em Hopkins School em New Haven, CT. Tocou muitas das canções da banda hit solo (acompanha-se com uma guitarra acústica) --- incluindo Amor e Memórias, Shattered, e nesta cidade.
Em 1 de março de 2009 a canção "Esta Cidade" foi usado em um NASCAR corridas promoção caracteriza a banda.
O.A.R. tem feito uma cobertura de Led Zeppelin's "Fool In The Rain" disponível no iTunes e todas as receitas obtidas com a canção ir diretamente para caridade.
Em 2009 foi escolhido para OAR título de pré-corrida concerto no NASCAR Sprint All-Star Race.
A banda pretende lançar um novo álbum ao vivo algures no segundo semestre de 2009.

## Singles de repercussão
- OAR teve como o single de maior sucesso a música Shattered (Turn the car around) que foi a primeira música a ser conhecida da banda de rock.
- Já a segunda música mais conhecida da banda é tema do filme Crepúsculo e se chama Love is worth the fall, essa vem sido conhecida mundialmente pela representação que teve no filme e que terá em Lua Nova.
- Entre esses dois singles, se juntaram outros sucessos da banda como This Town e Love and Memories.
- A quinta música de trabalho da banda é a balada romântica On my Way que promete ser uma grande influência no rock e um grande sucesso.

## Integrantes
- Marc Roberge (1996-presente)
- Chris CULOS (1996-presente)
- Richard On (1996-presente)
- Benj Gershman (1996-presente)
- Jerry DePizzo (21 de setembro de 2000 - presente)
- Mikel Paris (2006-presente) (Apenas Touring)

## Discografia

### Álbuns de estúdio
- The Wanderer (1997)
- Soul's Aflame (2000)
- Risen (2001)
- In Between Now and Then (2003)
- Stories of a Stranger (2005)
- All Sides (2008)

### Álbuns ao vivo
- Any Time Now (2002)
- 34th & 8th (2004)
- Live from Madison Square Garden (2007)
- Hello, Tomorrow (EP) (2009)
- Rain or Shine (2010)

## Parceiras
- Bonnaroo 2003 (2003, "Risen")
- National Heads-Up Poker Championship 2005 (1997, "That Was A Crazy Game Of Poker")
- Rock For Relief (2006, "James")
- MLB '06: The Show (2006, "Of a Revolution")
- Mixclusives: Volume 6 (2006, "Love & Memories")
- The Target Red Room Volume: 5 (2006, "One Shot (live)")
- Banda sonora Kyle XY (2007, "Wonderful Day")
- Instant Karma: The Amnesty International Campaign to Save Darfur (2007, "Borrowed Time")
- For the Kids Three (2007, "Itsy Bitsy Spider")
- Serve2: Fighting Hunger & Poverty (2007, "Dareh Meyod" [*versão de Live from Madison Square Garden])
- Serve4: Artists Against Hunger & Poverty  (2009, "Lay Down" [*versão de Rain or Shine])
- Banda sonora Twilight (Special/Deluxe Edition) (2009, "Love Is Worth The Fall")
- Music For Action: Best of Bonnaroo (2010, "Delicate Few" [*versão de Bonnaroo 2005])